# ボデー・アライメント
ボデー・アライメントは、自動車の車体構造（内板骨格）及び外装パネル（外板）の歪み具合のことで、それらの修正を指すこともある。
ボデー･アライメント（車体修正、ボデー修正ともいう）の確認は、骨格寸法を測定し、カーメーカーのボデー寸法図データ通りに復元できているかどうかで確認する。ただし、測定方式によっては独自の寸法データを持つ場合もある。

## ボデー・アライメント計測
計測機器はボデー修正装置に付属しているものが多く、計測可能範囲もアンダーボデーが中心である。それ以外に、部分的に長さを図るツールとしてトラムゲージがある。

### ボデー・アライメント計測の重要性
左右比較や対角測定、部品の現物合わせだけでボデー修正していた時代もあったが、カーメーカーのボデー寸法図又はジグ式専用のボデー寸法図を見ながら、ボデーを復元していくようになったことで、計測についての重要性が増している。現状、計測なしにボデー修理復元はできない。目視の左右比較や対角の確認、現物合わせは、それを補うためのものとなっている。
計測の基本は、まず水平でフラットな計測基準面があり、そこから縦・横・高さで基準点が示されていること。
計測は、修理にかかる前、作業中、作業終了後に行う。
- 修理作業にかかる前の計測は、損傷している範囲とその程度を測定結果の数値から読み取り、それによって修正の方法と作業の段取りを考えるのが目的である。
- 作業中の計測は、修理部分や範囲全体を、作業の都度又は区切りの段階で計測しながら、正しい位置へと復元していく。このときは、三次元方向（縦・横・高さ）で歪みの状態を把握して、正しい位置を図で描き、適切なポイントから引き作業をしていく。縦・横・高さの三次元でポイントは動く。
- 作業終了後の計測は、復元が終了した時点で、損傷範囲全体と、ここの部分の計測基準点と、基準点間の数値を測定し、正確に復元できたか確認する。また修理の過程で、引き力により、損傷範囲以外にも力が波及したり、あるいは別方向への力へと変化することがある。このため、修正前の損傷範囲を超えて別の損傷を引き起こすことがあるので、さらに広い範囲に目を向けて確認作業を行う必要がある。

測定作業の基本
- 基準となる面が設定できること
- ボデー各ポイントの縦・横・高さが計測できること

計測作業の目的
- 修正前の計測
  - 損傷範囲の把握
  - 修正方法の図式化
  - 作業計画を立てる（段取り）
- 作業中の計測
  - 損傷範囲の復元状態の確認
  - 損傷部位の正しい位置の設定
- 作業後の計測
  - 正しく復元されているかの確認
  - 二次損傷の有無の確認

理想的な計測
- 修正作業の障害にならない
- アンダーボデーとアッパーボデーが常に計測できる
- 対称・非対称・対角寸法が計測できる
- カーメーカーのボデー寸法図で計測できる
- 平面投影寸法・直線距離寸法のいずれでも計測できる

### ボデー・アライメント計測装置の種類
ボデー・アライメント計測装置には、いろいろな種類がある。機械的に目視で数値を読むものからITの進歩でコンピュータが自動計算するものまである。共通しているのは、アンダーボデーを中心に計測するだけでなく全体も計測することが出来る点である。
それぞれ読み取りと、その後の処理の仕方に工夫がある。ただし、計測だけにかかわらず車体修理では人間の手による細かい作業が多く、今後も目視がなくなることはない。
| 計測方式       | 説明 |
| -------------- | --- |
| 機械式         | はしご型レールを敷き、その上に上下・左右・前後方向の測定端子を備えたもので、必要な箇所のものを組み立てていく。床式、台式のボデー修正装置に付属することが多い。以前は、フレームに吊り下げて並びを見るセンタリングゲージでアンダーボデーの歪みを確認したが、今では寸法図で測定基準点が明確化されたことにより、アンダーボデーからアッパーボデーまで全体をバランスよく判断できるような形態になった |
| 光学式         | 一般的にはレーザー光線を使用してボデーにセットしたゲージに光を当てて距離や歪みの程度を読み取る。専用チャートを必要とするものもある |
| ジグ式         | ベンチをベースに、固定端子又は測定端子を組み立てて、縦・横・高さの正確な位置をあらかじめ示すシステム。ジグは車種毎の専用タイプと汎用（ユニバーサルジグ）タイプとがある |
| コンピュータ式 | センサーで読み取った数値と正確な数値をコンピュータを利用して自動又は半自動で照合処理できるもの。正確な寸法データとの違いを三次元方向で表示できる。計測したデータは印刷出力することで記録できる |